# 基隆級驅逐艦
基隆級驅逐艦（英語：Kee Lung-class destroyers）是由中華民國海軍所操作、一系列為數共四艘的飛彈驅逐艦。現時本級艦隸屬海軍一六八艦隊。
2005年起陸續成軍的基隆級原為美國海軍紀德級驅逐艦（Kidd class），這是種以史普鲁恩斯级（Spruance-class）驅逐艦的船身為基礎，但配置不同武裝與電子設備的改良版本。紀德級原本是美國為了有邦交關係的伊朗巴勒維王朝而特別設計的居魯士級（Cyrus），但在伊朗伊斯蘭革命之後，該王朝被推翻，伊朗成為敵對國家，因此美方將原定由伊朗所接收的軍艦改納入自己的海軍艦隊中，更名為紀德級，於1981年至1998年的短暫服役期之後自美國海軍除役。2005年到2006年期間，美國海軍陸續將這批艦隊以高端武器軍售方式交接給中華民國海軍。本艦具有強大的防空、反艦、反潛作戰及戰場管理能力，可擔任由不同作戰艦艇組合的作戰支隊旗艦，亦可在岸置防空制海兵力所涵蓋的海域外，執行外線機動作戰任務。
中華民國海軍計劃未來在臺澎防衛作戰中，平時基隆級將擔任重要海域偵搜巡邏任務，並擴大其監偵範圍以增加中華民國國軍預警反應時間；戰時主要擔任由不同作戰艦艇組成海軍作戰艦隊旗艦，扼控重要海域阻敵進犯，並可為陸基作戰中心與戰管中心遭受損毀時的備援防空指揮管制任務，進行聯合制空、制海作戰。

## 歷史
關於基隆級驅逐艦在尚未加入中華民國海軍前的歷史，請參閱紀德級驅逐艦條目。
中華民國政府基於防空作戰需要，並取代老舊的陽字號驅逐艦，向美國政府表達購買3艘紀德級的意願，但如果價格合宜，還是希望4艘能夠一次採購。海軍總司令部的研究報告指出，紀德級的防空火力較成功級巡防艦高2.5倍，藉由引進基隆級驅逐艦，海軍將可獲得區域防空的能力。藉由此一假定，4艘基隆級驅逐艦的防空能力至少約與10艘成功級巡防艦相當，如果是與7艘武進三型驅逐艦進行比較，其戰力提升更加明顯。
紀德艦採購案自2000年12月開始運作，中華民國國軍向美方提出意願函以後，2001年4月美國政府同意向中華民國出售紀德级，經中華民國國防部及海軍總部再次評估後，於2003年5月中華民國立法院在認為本案報價過高，以一票之差在刪減原預算（四艘艦體合計284億元）15%情況下通過預算審查，專案開始執行。海軍總部亦成立紀德級飛彈驅逐艦作業評估小組，進行先期評估、建案工作，並執行人員徵調、國內預訓及後勤支援等整備作業。然而由於預算的降低，國防部藉由減少標準二型飛彈之採購數量來壓低金額，但礙於預算無法對這些封存艦進行較大規模的改裝，導致只有第一艘基隆艦上裝有可協助SH-60等級的直升機運作的LAMPS III直升機輔助起降系統，即便機庫空間足夠，但編裝上難以長時間操作S-70C反潛直升機的隱憂，整體反潛作戰能力大打折扣。
美国军方向中華民國軍方交付的4艘紀德级總售價為7億3200萬美金。國內建案在正式代號為「光華七號計劃」，最初美方報價新台幣347億元，後根據雙方協商，全案經費243億9544萬6000元，其中人員訓練花費7億9589萬1000元，啟封與性能提升141億6604萬8000元，另外編列67億2646萬6000元採購標準二型飛彈148枚，12億7612萬3000元採購魚叉飛彈。在完成啟封和改裝後，於2005年先後交艦。
最初四艘軍艦的命名原計劃沿用本艦美軍艦名的譯名為名，再衍生為「德字號」而分別為「紀德」、「明德」、「同德」、「武德」，以彰顯海軍「紀律嚴明，同揚武德」之軍風。但在陳邦治上將及馬振崑少將推動下，2005年立法院做成決議，要求今後艦名必須以台灣的人名或地名命名，故成軍時各艦改成以台灣四大軍港命名、首兩艘艦、前美軍DDG-995及DDG-994。
接艦支隊長為蒲澤春少將。於2005年12月抵達臺灣，分別命名為「基隆」（DDG-1801）與「蘇澳」(DDG-1802)。前美軍DDG-993及DDG-996艦則於2006年10月25日抵達臺灣，被命名為「左營」（DDG-1803）與「馬公」（DDG-1805）。依據命名軍艦級別的傳統，中華民國海軍對其的正式命名为基隆級驅逐艦。
經海軍光華七號接艦支隊的整建和更新工程，2005年10月，首兩艘基隆級驅逐艦基隆號（DDG-1801）和蘇澳號（DDG-1802）在美國分別完成RIM-67標準二型（SM-2 MR Block 3A）防空飛彈試射；在完成接艦啟封訓練後，自美國當地時間2005年10月29日於南卡羅萊納州查爾斯頓港的道頓造船廠碼頭啟航返台，同年12月8日下午抵達台灣蘇澳港海軍中正基地，12月17日舉行於基隆港西十六號碼頭，由時任中華民國總統陳水扁親臨主持成軍典禮。左營號（DDG-1803）與馬公號（DDG-1805）則於美國時間2006年10月25日舉辦返台典禮，同時美國國防部代表致贈紀念獎牌，由光華七號接艦支隊支隊長蒲澤春少將代表接受；之後於10月25日返台，於11月2日上午在蘇澳舉行海軍第二六一戰隊整編成軍典禮，完成基隆級階段性接艦任務。
2013年5月15日和5月16日，由於廣大興28號事件，中華民國政府決定在巴士海峽對菲律賓政府加大軍事壓力，海軍在14日下午派遣由基隆級馬公艦與康定級巡防艦承德號巡防艦組成的海軍特遣艦隊進入巴士海峽，先與中華民國空軍戰鬥機舉行海空聯合軍事演習，再於15日上午在巴丹群島西側北緯廿度線區域，與海巡艦艇舉行聯合護漁演習。
因應精粹案將海軍第二六一戰隊併入海軍一六八艦隊，於2014年11月1日正式合併，成為一六八艦隊所轄多個戰隊中的其中一個，二六一戰隊隊長由少將降為上校編制。
基隆級驅逐艦由於極度耗油，加上戰備需求極高，因此並不參與中華民國海軍的敦睦遠航訓練支隊活動，僅在停泊於港口時偶爾開放民眾參觀，而敦睦航行時獲選的服役官兵會暫時被移籍到參與航行的艦艇名單之下。

## 設計
基隆級是一款多用途通用驅逐艦，除了保有部分史普魯恩斯級驅逐艦的反潛能力外，艦上亦因配備了68枚標準二型飛彈和其配套的偵蒐射控系統而具備區域防空能力，在配有神盾戰鬥系統的阿利伯克級驅逐艦於1991年服役前，為美國防空火力最強的驅逐艦。加入中華民國海軍後，基隆級艦所裝載的標準二型飛彈可有效攻擊153公里內之空中目標，相對的成功級艦搭配的標準一型飛彈僅可同時攻擊40公里內空中目標，基隆級的服役可提昇艦隊防禦空間達10.24倍。 

### 戰鬥系統
基隆級戰鬥系統為先進戰鬥指揮系統（ACDS Block 1），為一種半分散式戰鬥系統，是重新改寫早先的海軍戰術資料系統（NTDS Model 4.1）軟體，將其與32位元的UYK-43主機整合，並支援Link-4A（艦對空）、Link-11與Link-14（Link-11格式）等戰術資料鏈而成。提昇後的海軍戰術資料系統能在500公里內偵測、識別、追蹤256個目標，而其中的128個目標可由艦上感測系統搜詢，另外128個目標則接收自Link-11數據資料鏈的資訊。形對於最早的神盾系統（使用UYK-7主機者）亦僅有128個目標追蹤處理能量，基隆級的ACDS並不遜色。但受限於NTDS戰鬥系統軟體原始程式設計，系統僅能對64個目標同時進行有效追蹤。
資訊鏈路系統(Data Link)包含Link 4a、Link-11與Link-14戰術資料鏈。Link 4a 用來管制飛機的極高頻鏈路，使用Tadil C半雙工數位資料格式，每分鐘傳輸率5,000位元，早先是為支援飛機自動著陸系統而設計，後來擴展成為飛機狀況及目標資訊交換傳遞之用。Link 11則做為作戰區域內參戰平台間，如海上艦艇、飛機、岸上指揮站等戰術資料及目標資料的傳遞，使用Tadil A資料格式，主要工作頻段為高頻範圍，視線距離則可用極高頻通訊，主要應用於美海軍戰術數據系統（NTDS）戰鬥系統。Link 14則以電傳打字方式與非安裝NTDS戰鬥系統的艦艇間來做戰術資料傳輸交鏈。藉由資料鏈路，使基隆級戰鬥系統所需反應時間短，並能建構完整數據資訊鏈路，可以有效發揮聯合作戰支援的效能，和艦岸、艦機、艦艦各友軍進行目標情資的及時傳輸和自動比對整合，大幅提升戰場管理能力。

### 射控系統
武器導引系統上，性能提昇前基隆級採用Mk 13武器導引系統，該系統以一具UYK-7主機為基礎，僅具有追蹤10個目標的記憶容量。NTU工程後，基隆級升級成Mk 14 武器導引系統（WDS），其組成包括了兩個16位元計算機、兩至三座的OJ-194（V）操控台，用以控制一組包括兩座追蹤雷達在內的飛彈發射器。由於採用UYK-44計算機處理以CMS-2語言編寫的軟體，可同時應付20個以上的目標顯示系統為AN/UYKA-4系列操控台。Mk 14為戰情室與武器射控系統間的橋樑，艦艇實際交戰能力主要依靠WDS的能力，因為指揮儀及射控雷達是從WDS一系列的追蹤來控制。原來WDS的主要任務是評估搜索雷達的資料及追蹤目標，隨後功能擴充可執行目標交戰評估、指定優先次序、傳送交戰資料給飛彈射控系統、武器裝填及發射等任務，武器發射後更能執行飛行中飛彈的監控及發射後評估。
射控系統主要為Mk 74飛彈射控系統（MFCS），是由武器指揮系統指定，專門為偵獲、追蹤、及對目標照明而設計，連同飛彈處理及發射系統一起管制，但不包含發射程序控制功能（這是由武器指揮系統來控制），飛彈發射後亦由MK74監視並控制飛行中的飛彈，直到攔截目標為止，然後實施發射後的交戰評估工作。其組成包括兩座SPG-51D 追蹤／連續波照明雷達、一部Mk 5低亮度電視照相機與一部指揮儀控制計算機。雷達使用一個不裝在天線座內的脈衝追蹤發射機，可提供較先前使用的SPG-51C雷達更大的發射功率以及跳頻能力。該雷達使用狹窄的速率閘以摒除亂波，而都卜勒幅度的混淆則可藉多重脈波重複頻率解析。計算機則協助追蹤雷達進行目標獲得以及計算目標的前置運動（採用線性估算），使雷達在追蹤模式時儘可能地降低其頻寬，如此可以降低追蹤時的雜訊。若敵方採用干擾手段以致無法精確估算目標距離時，可使用速率協助追蹤可大致推出目標距離。此外系統亦可透過WDS Mk14，與基隆級驅逐艦之Mk 86艦炮射控系統界面連結，提供一個備用的追蹤與目標照明頻道。
艦炮方面為Mk 86系統，既可進行目標追蹤，亦可指揮SPG-51D同步作業，其構成包括SPQ-9A X波段掃瞄時進行追蹤的平面搜索／目標獲得雷達、SPG-60穩定脈衝都卜勒單脈波追蹤暨連續波照明雷達。Mk 86使用UYK-7計算機，可追蹤120個目標，就實用目的而論，Mk 86可以同時接戰兩個目標（水面與空中目標各一或是兩個水面目標），亦可經Mk 14自RNTDS或Mk 74 MFCS獲得目標資料。Mk 86系統具有多種作戰模式，如水面射擊、對空作戰、對艦飛彈反制、視線內水面射擊、間接岸轟，並有其對應操作方法。水面射擊時，目標經偵獲後，TWS會同時追蹤數個指派的目標，藉由雷達資料所解算的目標彈道資料計算反制武器的所需資訊；對空作戰時，計算機會自動控制雷達搜索狀況，進行空中目標獲得與追蹤，目標資料、電視影像則沿著SPG-60雷達的方位操縱，而艦砲武器系統的校正亦可由武器系統操控台操控；對艦飛彈反制時，TWS的偵搜閘會充分延伸以滿足威脅偵測的範圍（360度涵蓋或重點方位涵蓋），所有通過偵搜閘內的目標均會被系統自動地追蹤，目標偵測後便自動執行威脅評估、武器指派、目標追蹤、頻道指派、指揮儀及武器射向調整，以及三維雷達追蹤目標，最後進行反擊；視線內水面射擊時，武器管制則利用電視視訊追蹤目標，並發射雷射波測量距離，目標距離及方位資料測出後自動輸入計算機進行目標彈道計算；間接岸轟時，透過雷達及光學偵搜器視線所無法涵蓋的目標交戰，目標及本艦之間的射控運算在武器操控台中進行，系統經艦載羅經及其他導航輔置自動更新這些解算結果，彈著資料則利用鍵盤輸入。
水下作戰上，基隆級採Mk 116 Mod 2數位射控系統。其系統的整合基本上仍須藉手動完成，Mk 116與主要的艦載感測器SQS-53D低頻聲納與NTDS戰鬥指揮系統相連。系統架構包括一數位式射控開關、SQS-53聲納、反潛作戰軍官操控台（OJ-194）、計算機處理子系統（一部32位元主電腦）與武器控制與設定子系統（經Mk 329 Mod 1武器控制面板，可選擇系統操作模式、武器型式與發射器或是設定魚雷搜索深度、搜索模式以及對魚雷與反潛火箭進行陀羅儀角度預調）。計算機子系統儲存有追蹤的歷史記錄，可在ASWO PPI上顯示目標的符號，目標運動估算則由艦上的描跡儀進行。Mk 116與艦上的戰鬥指揮系統連接，因此反潛射控系統得以藉由戰系（CDS）直接導入本艦以外的非音響偵測資料，同時亦可在反潛作戰官控制台以人工輸入目標資料。系統最多能夠同時攻擊兩個水下目標（各別使用反潛魚雷以及反潛火箭）。

### 雷達

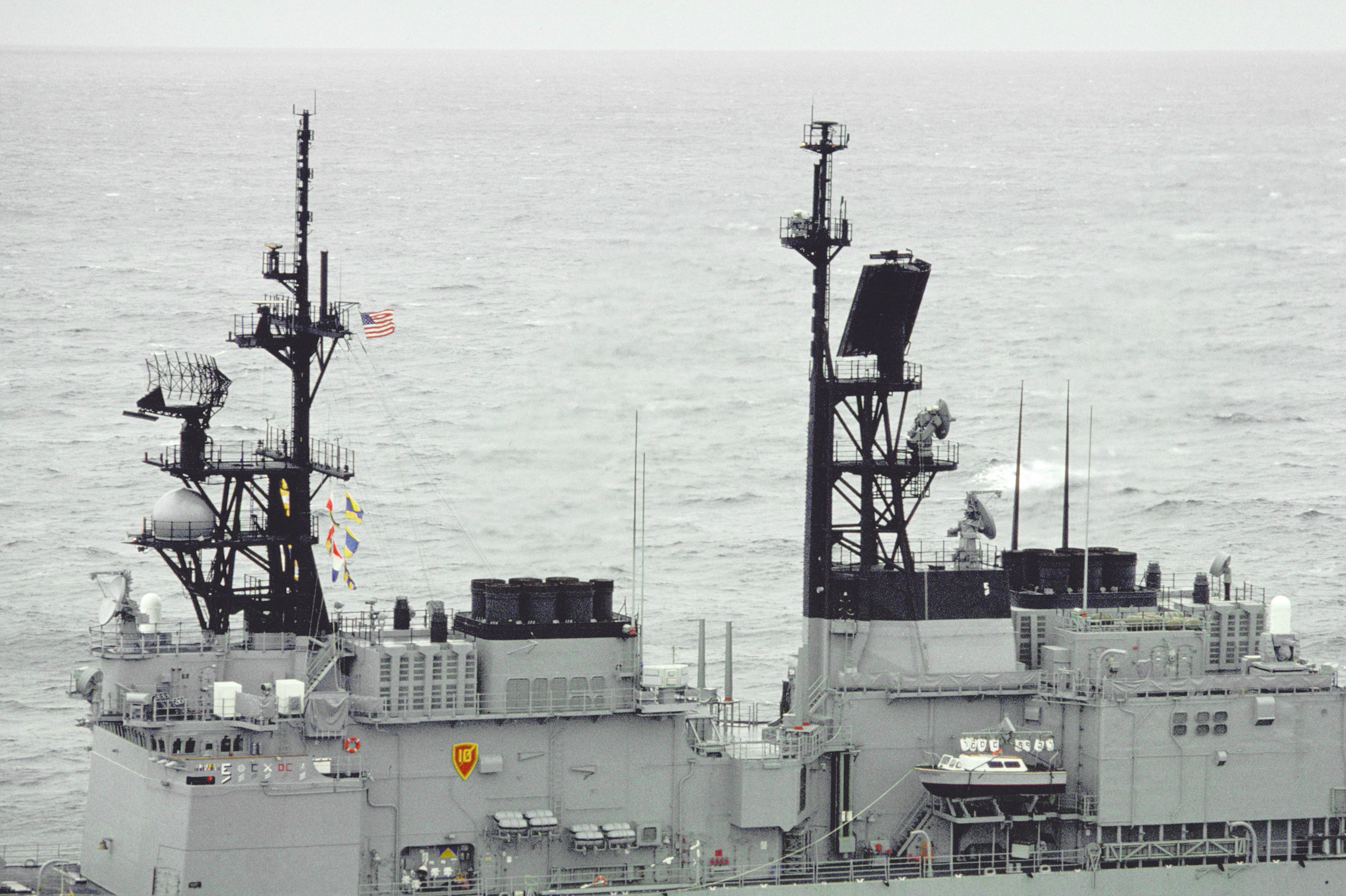
紀德號驅逐艦（DDG-993）桅杆上的雷達裝置和衛星通信天線，包括1座AN/SPS-48E 3D對空搜索雷達和1座AN/SPS-49 2D對空搜索雷達等設備

#### 對空搜索雷達
基隆級的對空偵蒐由AN/SPS-48E三維雷達與AN/SPS-49(V)5二維雷達共同擔負，對海搜索使用AN/SPS-55型雷達，峰值功率可達130-160kW，這三種雷達藉由AN/SYS-2整合自動偵測與追蹤系統（IADT）進行資料彙整及呈現。SYS-2在運算完彙整資料後，會呈現給RNTDS/ACDS Block 0戰鬥指揮系統；有必要時可將目標追蹤資訊直接提供給Mk 14武器管理系統，提高接戰效率。
紀德級驅逐艦在美軍服役時，AN/SPS-48使用的是出廠安裝的C型，在啟封維修時升級為E型雷達，有效發射功率係舊型SPS-48C雷達的兩倍，技術資料聲稱最遠搜索距離達426公里（220海浬）；AN/SPS-48為一款可辨識空中目標三維度資訊、工作頻率S波段、以機械轉動配合電磁頻率掃瞄之對空搜索雷達。安裝在基隆級的後桅杆，目的是降低主桅杆所導致的電磁干擾。SPS-48硬體由95條雷達天線以直線排列組成，使用一較舊型結構更加牢固的天線，使得上甲板的重量因而增加（包括底座共計5,684磅；而SPS-48C連同底座則有4,495磅），雷達信號來源由四級固態發射器驅動，其中最後兩級提供600Kw的輸出功率；並藉大幅降低旁波瓣（10分貝）與增加峰值功率改善雷達搜索效率。SPS-48雷達可堆疊其9個各在不同頻率操作的波束，每個頻率涵蓋5度角度。雷達本身具四種操作模式：Equal Angle Coverage（EAC）、Maximum Energy Management（MEM）、Adaptive Energy Management（AEM）與Low-Elevation（Low-E）。EAC模式為集中能量於低角度波束；MEM模式則是將高功率用於四個低角度波束、中功率用於四個高角度波束；AEM模式則採用一個優先追蹤閘或監視優先閘追蹤目標，信號係由SYS-2整合自動偵測與追蹤管理系統產生；AEM模式則可根據目標雷達截面積與干擾環境調整雷達功率分配；Low-E則為優先考量使用波束能量較低的五個頻率，其涵蓋角度為0度至28度，雷達發射係以都卜勒波形進行發射。此型雷達亦可使用單獨波束或將能量集中於一個2度波束寬度進行操作，運用壓縮脈衝方式來對抗雷達干擾。
AN/SPS-49(V)5為一款操作頻率在L波段的二維雷達，同款雷達在成功級巡防艦上亦有配備，最大輸出功率280kW；雷達電磁波信號發射器使用固態發射器，由一予以驅動的調速管、穩定瞄準線的反射器天線、一可自動偵測目標的視頻處理器與一個數位信號處理器組合而成。其他還有一具具一致性的旁波瓣消除器，提供額外的電子反反制能力；一個移動目標指示器，具有抗雜訊、氣象與固定目標干擾能力，能夠有效提昇對低飛高速目標的偵測能力。在以每分鐘12轉模式進行操作時，此雷達具有可以有效偵測敵方低飛或突然自雷達視線下冒出（Pop-Up）的目標，甚至在此低飛偵測能力上，還較神盾級系統佳。由於雷達使用脈衝都卜勒處理技術，可以排除固定與低速的雜訊，但也造成第一盲速（Blind Speed）降低。此外，該雷達亦具有將其波束進行局部仰升能力，來反制敵人對其主波瓣之干擾。AN/SPS-49(V)5 雷達亦具有特殊抗金屬干擾絲模式，藉由提高脈波重複頻率（PRF）來增加第一盲速，以過濾干擾絲；而當在用低PRF時，偵測距離可達225浬以上。
平面／導航雷達方面則為AN/SPS-55型Ｉ頻段雷達，搜索距離從50公尺至雷達水平面，水平波寬1.5度可提供精確水面目標方位資料，垂直波寬20度，可追蹤低飛飛機或直升機，並可偵測潛艇的潛望鏡及換氣管，目標迴跡則由AN/SPA-25G雷達複示器顯示。

#### 射控雷達
射控雷達則有AN/SPG-51D、AN/SPG-60和AN/SPQ-9A。
AN/SPG-51D是AN/SPG-51系列的改良型，為Mk 74射控系統的主要裝備。具有5KW連續波照明發射機，能增加速度閘的速度追蹤能力，使雷達能在雜波較高的環境下追蹤目標，增加了自動偵獲及追蹤、改進電子反反制性能、多數目標解析等功能，並改用晶體元件來增加每秒四次變化的頻率，以迅變發射機。
AN/SPG-60飛彈/艦砲射控雷達具有手動及自動追蹤兩種模式，可接收二維及三維目標指派，亦可接收從SPQ-9、其他艦艇搜索雷達及戰術資料系統傳來的追蹤資料，可提供SM-2MR防空飛彈導引。其經由MK 86系統計算機與 SPQ-9A雷達相連，並有一具安裝在SPG-60碟型天線正後方的附屬低光度電視攝影機，用以提供光電追蹤能力。其峰值功率為5.5千瓦（CWI模式），可導引一枚SM-1 MR飛彈接戰10浬內、截面積1平方公尺的目標。此型雷達提供了一個備用的飛彈射控頻道。然而由於其有效距離較短，以致利用SPG-60照明儀行分時作業，以同時接戰多路目標的機會有限。
AN/SPQ-9A為高解析度掃瞄追蹤（TWS）、脈波壓縮Ｉ頻段雷達，具有五種工作頻率的選擇，以脈波對脈波的跳頻方式做為電子反反制能力，每秒旋轉60週，提供1秒的即時信號及資料處理更新率，目標活動指示功能已發展完成可增強雜訊中的解析能力。其中AN/SPQ-9A及AN/SPG-60為對付水面及空中目標交戰的雷達射控系統，連同兩套光電追蹤器為MK86的主要偵搜器，而AN/SPG-60天線基座也附裝有一套光學指揮儀。

### 聲納
對水面下的目標主要由AN/SQS-53D 艦艏聲納和AN/SLQ-25水妖（Nixie）拖曳式魚雷反制系統負責。
AN/SQS-53D為船體低頻主／被動聲納，圓柱形音鼓高1.6公尺，直徑4.8公尺，具有576聲音換能器組成，發射功率65千瓦，發射頻率3KHZ，具有表面導層、海底反彈、聲波匯聚區域等三種工作模式，水妖魚雷誘餌可施放至船隻安全距離之外模擬製造實際船艦之輪機在水面下產生的噪音聲紋，如推進器、鍋爐，藉此誤導敵方魚雷上的被動聲納來改變方向攻擊虛擬船艦，消耗魚雷動力至墜入海底或使魚雷在遠處爆炸。

### 火力

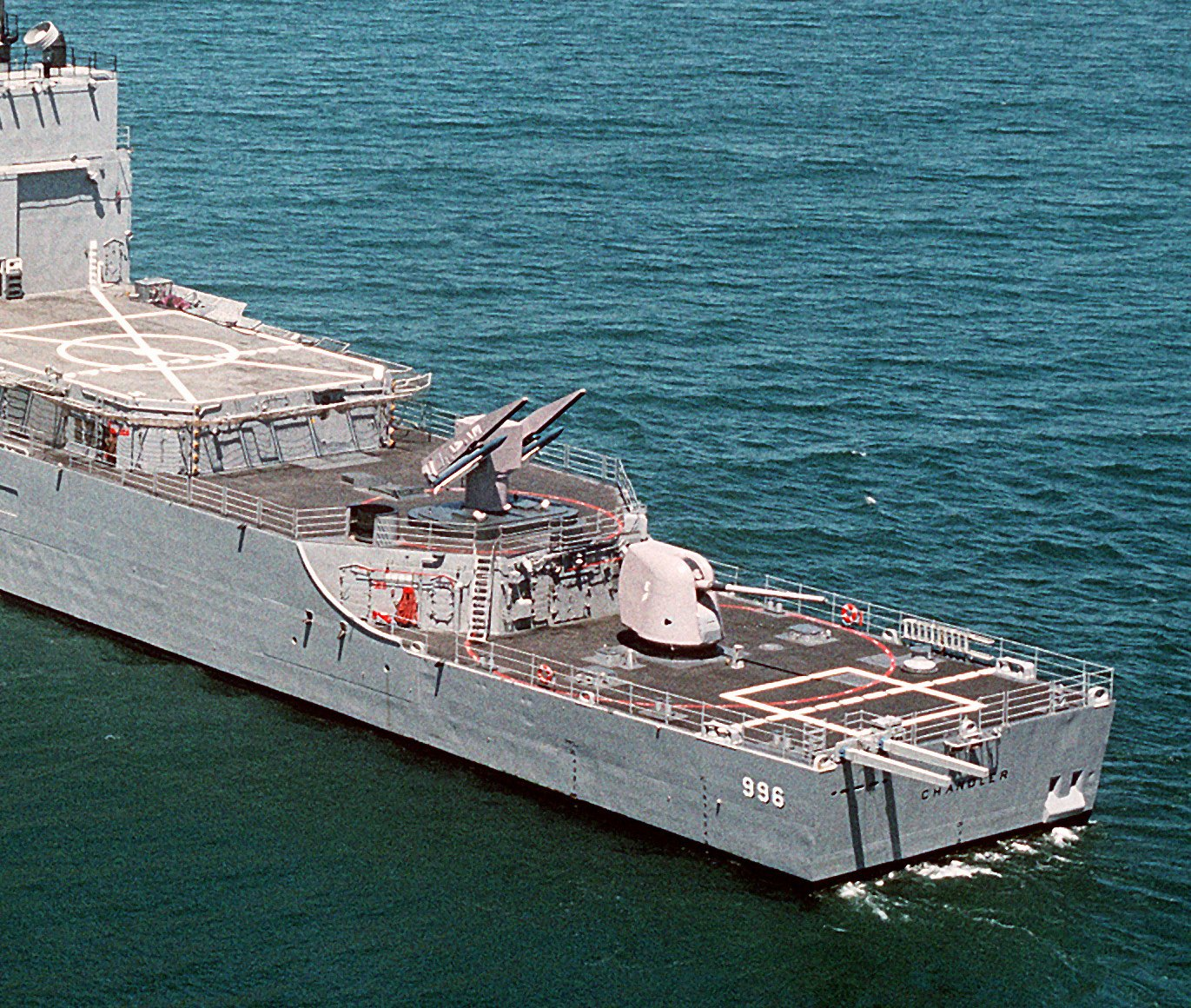
錢德勒號（馬公號前身）後甲板上的武器，攝於加州聖地亞哥附近外海

基隆級主要的對空火力為標準二型飛彈，海軍購買的款式為SM-2MR Block IIIA（RIM-66K-2），由於光華七號建案時限於預算而未購買足額飛彈，海軍直到2007年才再度採購一批標準二型補充彈藥缺口，2017年又再度採購16枚標準二型飛彈。SM-2MR Block III使用推力更大的Mk 56火箭推進馬達，並配備有慣性導引與可程式自動導航裝置，也因此飛彈射程可以達到照明器的最大限度，約為80至115浬。導引系統則與一個單脈衝（半主動雷達）尋標器和數位信號處理器予以整合，具有較佳的電子反反制能力。SM-2 Block IIIA防空飛彈並具有對抗低飛目標的優異能力，其配備的直接爆炸彈亦可對付快速且經強化的目標。在緊急時，標準二型飛彈亦能選擇水面模式操作攻擊遠達雷達視線範圍的敵方艦艇，採用爬升後俯衝的彈道，其超音速（最大速度超過3.5馬赫）使其能快速接敵並具有可觀的終端動能，進而增加了彈頭的殺傷效果。
基隆級反水面火力配置，包括有設在船舯部位的AGM-84魚叉反艦飛彈，使用SWG-1A魚叉艦用指揮發射系統控制，每部控制系統最多可控制4枚飛彈（四組一群，必須同為左舷或是右舷），飛彈控制人員可由Link-11提供給RNTDS的整合戰情系統顯示敵我資訊、設計飛彈航線與彈道，使魚叉飛彈能在最佳角度攻擊目標，以達飽和攻擊的能力。理論上MK 26發射器亦可裝備魚叉飛彈，但目前未出現此配置。除反艦飛彈，基隆級具有兩座Mk 45艦砲，主要做為海軍艦砲支援與反水面作戰用途。該型艦砲使用70磅砲彈時，最大射距為29,500碼。最大持續發射率為每分鐘17發砲彈（理論上，每分鐘可發射20枚砲彈）。基隆級配備的艦砲為最早的原型，而非後來的Mk 45 Mod 1或後續更新的版本，故無法發射新一代的增程導引砲彈。
對潛作戰上，依縱深可分成三個層次：第一層由S-70C反潛直升機擔任，以延伸母艦偵測目標距離為目的，確定敵潛艇位置，在潛艇上方實施攻擊；第二層由阿斯洛克反潛飛彈擔任，其有效射程20公里；第三層則由魚雷發射管發射Mk 46輕型魚雷，對近距離的潛艇實施攻擊。

## 升級
中華民國海軍計畫在2018年至2023年編列19億9,587萬2,000元預算，將4艘基隆級驅逐艦的AN/SLQ-32（V）3電戰系統，升級為AN/SLQ-32（V）6型。
後來海軍將此案取消。
方陣近迫武器系統升級，基隆、蘇澳艦原Block 0型各2座，基隆艦更換為Block 1B型，蘇澳艦更換為Block 1型；左營艦為Block 0型1座已換Block 1A1座、Block 1B1座、馬公艦為Block 1A型2座。

## 同級艦
接艦支隊長：蒲澤春少將
| 中華民國海軍 | 中華民國海軍 | 中華民國海軍   | 中華民國海軍                            | 美國海軍                   | 美國海軍 | 美國海軍     | 伊朗海軍                     |
| 艦名         | 編號         | 服役日期       | 備註                                    | 原艦名                     | 原編號   | 服役日期     | 預定艦名                     |
| ------------ | ------------ | -------------- | --------------------------------------- | -------------------------- | -------- | ------------ | ---------------------------- |
| 基隆         | DDG-1801     | 2005年12月17日 | 原預定艦名「紀德」 首任艦長：陳新發上校 | 斯科特號 （USS Scott）     | DDG-995  | 1981－1998年 | 納迪爾號 （Nader）           |
| 蘇澳         | DDG-1802     | 2005年12月17日 | 原預定艦名「明德」 首任艦長：沈易德上校 | 卡拉漢號 （USS Callaghan） | DDG-994  | 1981－1998年 | 大流士號 （Daryush）         |
| 左營         | DDG-1803     | 2006年11月2日  | 原預定艦名「同德」 首任艦長：彭冠彰上校 | 紀德號 （USS Kidd）        | DDG-993  | 1981－1998年 | 居魯士號 （Kouroush）        |
| 馬公         | DDG-1805     | 2006年11月2日  | 原預定艦名「武德」 首任艦長：孫榮平上校 | 錢德勒號 （USS Chandler）  | DDG-996  | 1982－1999年 | 阿努希爾萬號 （Andushirvan） |

## 外部連結
- （英文）World Navies Today: Taiwan (Republic of China), Haze Gray & Underway. （页面存档备份，存于）
- （英文）DDG-993 KIDD-class, Globalsecurity.org. （页面存档备份，存于）
- （繁體中文）中華民國海軍>>軍艦艦史>>現役軍艦>>基隆級飛彈驅逐艦 （页面存档备份，存于）